# Darliston
Darliston ist eine Landstadt im Südwesten von Jamaika. Die Stadt befindet sich im County Cornwall im Parish Westmoreland. Im Jahr 2010 hatte Darliston eine Einwohnerzahl von 1582 Menschen.

## Geografie
Darliston befindet sich auf einem im Durchschnitt 420 Meter hohen Plato in den Cornwall Mountains. Das Gebiet, welches sich um den Ort befindet, wechselt sich zwischen kultiviertem Land und Urwald ab und liegt zum größten Teil bei einer konstanten Höhe. Das Plato ist umgeben von höheren Erhebungen, die bis zu 650 Meter über dem Meeresspiegel liegen.
Die Stadt liegt ungefähr 16 Kilometer nordöstlich von Savanna-la-Mar, der Hauptstadt des Westmoreland Parish. Die nächsten Siedlungen sind die kleinen Ortschaften Chilton und Enfield, die sich ungefähr 3 Kilometer südlich befinden. In gleicher Entfernung, jedoch westlich gelegen, befindet sich die Ortschaft Clifton.

## Verkehr und Wirtschaft
Der größte Teil der Einwohner von Darliston lebt von der Viehzucht und dem Anbau des Brotfruchtbaumes.
Im Jahr 2005 eröffnete die jamaikanische Regierung für 6,6 Millionen Dollar ein Verkehrszentrum, welches vom National Urban/Rural Renewal Programm und dem Westmoreland Parish Council finanziert wurde.

## Söhne und Töchter der Stadt
- Selvin Uriah Hastings, erster jamaikanischer Bischof der Herrnhuter Brüdergemeine.